# Josephville
Josephville är en ort (village) i Saint Charles County i Missouri. Vid 2020 års folkräkning hade Josephville 512 invånare.